# スズキ・マイティボーイ
マイティボーイ（MIGHTY BOY）は、かつて鈴木自動車工業（現・スズキ）が生産・販売していたボンネット型軽トラックである。「マー坊」の通称で親しまれた 。

## 概要
2代目セルボをベースに、Bピラーより後方のルーフを切り取り、ピックアップトラックにしたモデルである。
荷台の全長は660 mm、最大積載量は200 kgで、積載能力は一般的なキャブオーバータイプの軽トラックよりも遥かに劣る。しかし、その分キャビンが広く、シートもスライドやリクライニングが可能であり、座席後方のスペースも収納場所としては広い。セルボベースである為、フロントウインドシールドの傾斜が強く、ドライビングポジションもスポーツカー的な要素が強い。メーカー側も実用一点張りの商用車としての位置づけではなく、スタイリッシュなピックアップというコンセプトで売り出している。
当時の車両本体価格は45万円で、四輪車としてはもっとも低価格であったが、その販売実績は、同じく低価格をアピールして大成功した初代アルトのヒットには遠く及ばなかった。搭載されているF5Aエンジンは、最終的に出力31 ps/6,000 rpm、トルク4.4 kg-m/3,500 rpmになり、後部が荷台である事による軽量な車重と相まって、当時としては軽快なドライブフィールが得られた。ただし標準タイヤはラジアルではなく10インチのバイアスだったため、グリップ性はやや劣った。
すでに旧車として扱われる車種だが、その独特なスタイルと希少性から販売終了後もマニア間での人気は高く、一時はアフターマーケットであるインターネットオークションでの取引も活発であり、SS40系のセルボ（2代目）以降や、アルトやワゴンR、マツダ・キャロル（3代目）等を部品取り車とした、F5A同士やF6Aへのエンジンスワップ、ブレーキを含む足回りの丸ごと交換によるモディファイやレストレーションが盛んであった。また、カスタムカーのベースとしてもよく使用され、スズキ自身も、自社のジムニー1000のシャシとマイティボーイのボディを組み合わせたショーカーを1983年（昭和58年）の第25回東京モーターショーに出品している（後述）。

## 初代 SS40T型 （1983年-1988年）
- 1983年（昭和58年）2月 - 新登場。2灯式のヘッドランプは、セルボの角型に対し、マイティボーイではφ152 mm の丸型（廉価なシールドビーム式）となっている[3]。
- 内装にはアルトのダッシュボードとシートが使われている。
グレードはLタイプとAタイプの2種類で、Lタイプの荷台部分にはデッキカバーと言われる幌が装備されていた。
- 1985年（昭和60年）2月 - マイナーチェンジ。全車、ヘッドランプをシールドビーム式の角型タイプに変更。Lタイプに標準で付いていたデッキカバーは廃止され、代わりにルーフレールが装着された。Lタイプに限り12インチスチールホイール&ラジアルタイヤ（タイヤサイズは135SR12）、およびフロントディスクブレーキ、5速MT、トリップメーター、タコメーター等が標準で装備される。ダッシュボードやシートはマイナーチェンジしたセルボの物が使われる。
- 1987年（昭和62年）12月 - 生産終了。在庫対応分のみの販売となる。
- 1988年（昭和63年）1月 - セルボのフルモデルチェンジに伴い販売終了。

## プラットフォームを共有する車種・姉妹車
型式が共通のSS40である姉妹車のみを記載する（当車の型式は M-SS40T）。
- セルボ（2代目） E-SS40C
- アルト（初代後期型） H-SS40V
- フロンテ（5代目4ストローク車） E-SS40S

※ 他に、SS30（フロンテ5代目2ストローク車・アルト初代前期型）も、エンジンは異なるがシャシは基本的に共通。

## その他
- 1983年（昭和58年）の第25回東京モーターショーにおいて、ジムニー1000のシャーシにマイティボーイのボディを載せ、大径タイヤを装着したコンセプトカーが出品された[4]。
- 1985年（昭和60年）頃、ランチア・ラリー037を彷彿とさせるエアロパーツ「スーパースタイリング・ヤンチャラリーキット」が、E2という会社から発売されていた。全8点のパーツで構成され、価格は25万円だった。
- 1985年（昭和60年）10月から1986年（昭和61年）3月まで放送された視聴者参加型の歌合戦番組『キンキンの歌え!新婚カンコン』において、優勝した新婚夫婦に贈呈される賞品にこの車が充てられていた。賞品自体は、優勝者自身がハワイ旅行か自動車（マイティボーイ）かのどちらかを選択できるというシステムであった。ただしスズキは同番組の提供スポンサーではなく、贈呈される車両は収録地のディーラーからの納車になることがほとんどだった。
- マー坊の通称は、本車のテレビCM中の「スズキのマー坊とでも呼んでくれ」というキャッチフレーズに由来するもので、自然発生的に生まれたものではない。そのCMは本車の低価格（Aタイプ・45万円）を前面に打ち出した「お金が無い若者」をターゲットにしたコンセプトであり、CM中の歌詞の一節にも「🎵金は無いけどマイティボーイ🎶」とある。なお、CMキャラクターは当時赤坂泰彦（当時は「ヤス赤坂」）が在籍していたロックバンドの東京JAPが務めた（後期型でCMキャラクターを三宅裕司率いるスーパー・エキセントリック・シアターに変更）。